# Hajkutter
Hajkutter er en dansk kuttertype, som vandt udbredelse fra omkring forrige århundrdeskifte (1900). Det var en mindre kutter, omkring 40 brt, som blev anvendt til snurrevodsfiskeri. Den var ketchrigget, slank og velsejlende og havde efter datidens forhold en stor motor (op til 25 hk) og kunne derfor selv udlægge snurrevodets lange tove. Tidligere havde man benyttet en jolle til denne opgave. Hajkutteren var derfor meget mere effektiv end sejlkutteren uden motor og fangede alle fisk i det fiskede område – heraf navnet. En anden forklaring på betegnelsen ”hajkutter” er, at en fiskekutter med motor i vindstille sejlende med hvidt skumbrus for boven mindede om et hajgab.
Da fiskekuttere med lodret stævn og udfaldende hæk blev almindelige før 2. verdenskrig, gled betegnelsen ”hajkutter” over på denne skibstype.
Flere er endnu bevarede, og der afholdes hajkutter træf hvert år blandt entusiaster. 